# Dirigent (ordstyrer)
 For alternative betydninger, se Dirigent. (Se også artikler, som begynder med Dirigent)
En dirigent er en leder af et møde eller en generalforsamling. Det påhviler dirigenten at lede forhandlingerne på mødet, således at disse forløbet hensigtsmæssigt. 
Hvervet som generalforsamlingsdirigent i danske kapitalselskaber er reguleret ved selskabslovens § 101, der nærmere beskriver dirigentens pligter og beføjelser. Disse omfatter udover mødeledelsen bl.a. udformning af afstemningstemaer, beslutning om, hvornår debatten er afsluttet, afskæring af indlæg og - om nødvendigt - at bortvise deltagere fra generalforsamlingen. Referat fra generalforsamlingen underskrives af dirigenten. 